# Illadopsis rufescens
La tordina alirrufa (Illadopsis rufescens) es una especie de ave paseriforme de la familia Pellorneidae propia de África occidental. 

## Distribución y hábitat
Se encuentra en los bosques húmedos tropicales de Benín, Costa de Marfil, Ghana, Guinea, Liberia, Senegal, Sierra Leona y Togo.